# Парросель, Луи
Луи Парросель (фр. Louis Parrocel; 18 февраля 1634, Бриньоль — 1 декабря 1694, Авиньон) — французский живописец и гравёр. Представитель большой художественной семьи. Брат Жозефа Парроселя, отец художника Пьера Парроселя.

## Биография
Луи Парросель — сын Бартелеми Парроселя, который научил его живописи, и Кaтрин Симон. Он был крещён 18 февраля 1624 года в церкви Сен-Совёр в Бриньоле. Два его брата также были художниками: старший, Жан Бартелеми Парросель (1631—1667) и Жозеф Парросель (1646—1704), которого прозвали «Парроселем сражений». После пребывания в Париже Луи поселился в Авиньоне, где 29 июня 1666 года женился на Доротее де Ростан в церкви Сен-Агриколь. У него будет много детей, в том числе двое сыновей-художников: Пьер Парросель и Жак-Иньяс Парросель.
Луи Парросель является автором многих религиозных картин для церквей Кавайона, Бриньоля и Авиньона. Он также написал большую панораму для старой ратуши Авиньона.

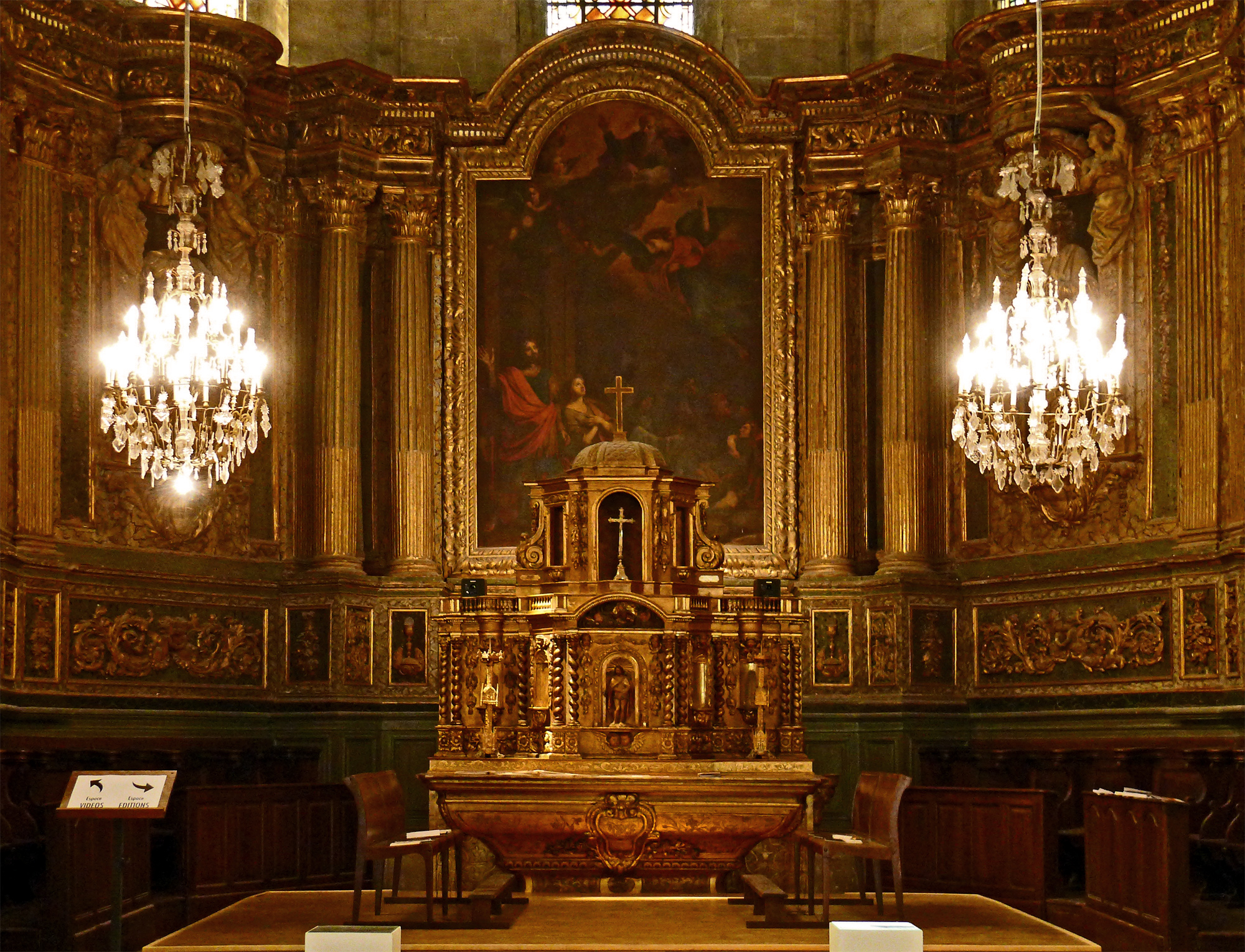
Святой Юлиан Госпитальер и Святая Василисса. Главный алтарь церкви Сен-Жюльен, Арль
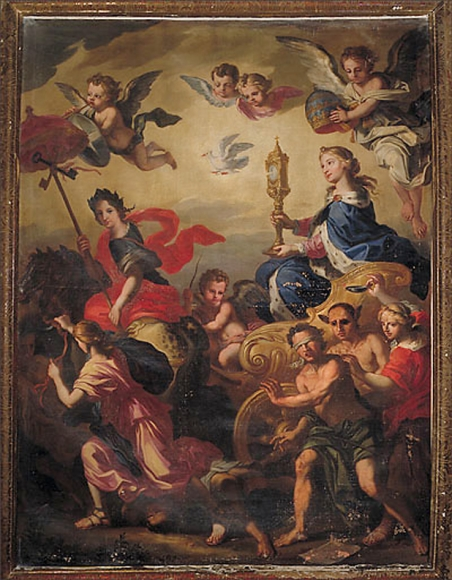
Триумф Евхаристии. 1688. Холст, масло. Собор Нотр-Дам, Кавайон
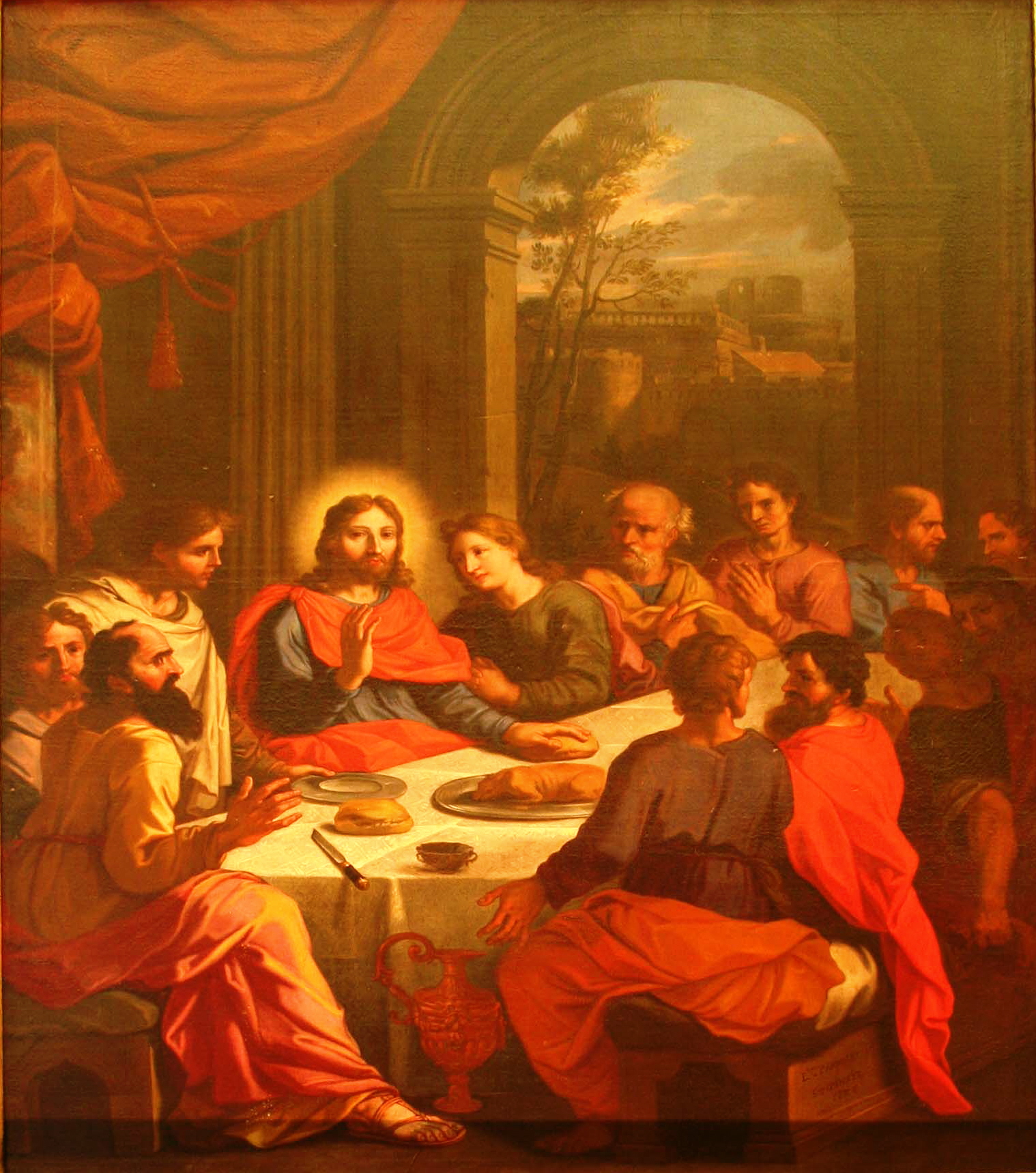
Тайная вечеря. Холст, масло. Собор Нотр-Дам, Кавайон